# Mona Agarwal
Mona Agarwal (8 de noviembre de 1987) es una deportista india que compite en tiro adaptado. Ganó una medalla de bronce en los Juegos Paralímpicos de París 2024, en la prueba de rifle de aire de pie 10 m (clase SH1).

## Palmarés internacional
| Juegos Paralímpicos | Juegos Paralímpicos | Juegos Paralímpicos | Juegos Paralímpicos           |
| Año                 | Lugar               | Medalla             | Prueba                        |
| ------------------- | ------------------- | ------------------- | ----------------------------- |
| 2024                | París (Francia)     | Medalla de bronce   | Rifle de aire de pie 10 m SH1 |